# Lazarus Kaimbi
Lazarus Kaimbi (ur. 12 sierpnia 1988 w Windhuku) – piłkarz namibijski grający na pozycji napastnika.

## Kariera klubowa
Karierę piłkarską Kaimbi rozpoczął w klubie Ramblers Windhuk. W jego barwach zadebiutował w 2006 roku w namibijskiej Premier League. W 2007 roku odszedł do południowoafrykańskiego Jomo Cosmos FC z miasta Johannesburg i grającego w Premier Soccer League. W latach 2011–2012 grał w klubie Osotspa Saraburi. W 2013 roku przeszedł do Bangkok Glass FC. Następnie grał w Chiangrai United i Suphanburi FC. W latach 2018-2021 grał w Malezji w klubach: Kelantan FC, Pahang FA i Polis Diraja Malaysia FC.

## Kariera reprezentacyjna
W reprezentacji Namibii Kaimbi zadebiutował w 2008 roku. W tym samym roku był powołany do kadry na Puchar Narodów Afryki 2008 i rozegrał 3 spotkania: z Marokiem (1:5), z Ghaną (0:1) i z Gwineą (1:1). Od 2008 do 2014 rozegrał w kadrze narodowej 23 mecze i strzelił 5 goli.